# Істан Розумний
Іста́н Розу́мний (англ. Istan Rozumny; нар. 1967, Вінніпег, Канада) — канадський кліпмейкер, режисер, оператор, кіноактор, актор, продюсер українського походження.

## Біографія
Істан Розумний народився в 1967 році у Вінніпезі, Канада. Його батько, родом із села Гончарівка Тернопільської області, після Другої світової війни чоловік емігрував у Канаду, де познайомився з канадійкою Оксаною, яка також має українське коріння. З дитинства Розумний вивчав українську мову, культуру, історію.
Здобувши освіту кінорежисера в Університеті Манітоби в Канаді (1989), працював на найрізноманітніших посадах тамтешнього кінематографа — режисер, оператор, продюсер, кліпмейкер. Був залучений у кількох масштабних телепроєктах; зняв кліп канадської співачки Селін Діон на пісню «Sous Le Vent».
У 1999 році закінчив професійний акторський майстер-клас Деведа Роттенберга в Торонто.
З 2007 року Розумний працює в Україні, куди переїхав на постійне місце проживання. Працює на телебаченні, знімається в телесеріалах і кінофільмах.
У 2016 році в український прокат вийшли відразу дві повнометражні стрічки за участю Розумного — «SelfieParty» та «Captum».
У 2018 році був співведучим у «Вечірньому шоу з Юрієм Марченком» на українському телеканалі «UA:Перший».

## Фільмографія
Актор — телебачення та короткометражки
| Рік  | Тип | Назва                     | Оригінальна назва       | Роль                                    | Країна               | Мова стрічки | Примітки                                           |
| ---- | --- | ------------------------- | ----------------------- | --------------------------------------- | -------------------- | ------------ | -------------------------------------------------- |
| 2008 | т/ф | Альпініст                 | Альпинист               | епізод                                  | Україна              | російська    |                                                    |
| 2011 | т/с | Таксі                     | Такси                   | епізод                                  | Росія, Україна       | російська    |                                                    |
| 2011 | к/м | Відправлення матері       | Отправление матери      | епізод                                  | Україна              | російська    |                                                    |
| 2011 | к/м | Дні Анни                  | Н/Д                     | епізод                                  | Україна              | українська   |                                                    |
| 2012 | к/м | Красива жінка             | Н/Д                     | епізод                                  | Україна              | українська   | Частина кіноальманаху Україно, Goodbye!            |
| 2012 | т/ф | Лекції для домогосподарок | Лекции для домохозяек   | епізод                                  | Росія                | російська    |                                                    |
| 2013 | т/ф | Одне життя одна команда   | Одна жизнь одна команда | епізод                                  | Росія                | російська    |                                                    |
| 2014 | т/с | Брат за брата-3           | Брат за брата-3         | Мікаель, фінський дипломат              | Росія, Україна       | російська    |                                                    |
| 2014 | т/с | Перелітні птахи           | Перелётные птицы        | іноземець                               | Росія                | російська    | З 2015 року серіал заборонений до показу в Україні |
| 2014 | т/с | Чоловік на годину         | Муж на час              | епізод                                  | Росія                | російська    |                                                    |
| 2014 | т/с | Манекенниця               | Манекенщица             | Крістоф, французький журналіст          | Росія                | російська    |                                                    |
| 2015 | т/с | Слуга народу              | Слуга народа            | нідерландський дипломат                 | Україна              | російська    |                                                    |
| 2016 | т/с | Громадянин Ніхто          | Гражданин Никто         | епізод                                  | Україна              | російська    |                                                    |
| 2016 | т/с | Недотуркані               | Депутатики              | представник МВФ                         | Україна              | російська    |                                                    |
| 2016 | т/с | Кандидат                  | Кандидат                | спостерігач на виборах                  | Україна              | російська    |                                                    |
| 2016 | т/с | Ментівські війни          | Ментовские войны        | американський дипломат                  | Україна              | російська    |                                                    |
| 2016 | т/с | На лінії життя            | На линии жизни          | епізод                                  | Україна              | російська    |                                                    |
| 2018 | т/с | Вище тільки кохання       | Выше только любовь      | продюсер Сурікофф                       | Україна              | російська    |                                                    |
| 2018 | т/с | Жодного слова про кохання | Ни слова о любви        | Вітторіо, пошановувач Настусі, модельєр | Україна              | російська    |                                                    |
| 2018 | т/с | Сувенір з Одеси           | Сувенир из Одессы       | Фредамбер                               | Україна              | російська    |                                                    |
| 2019 | к/м | Анна                      | Anna                    | американець                             | Ізраїль, Україна, ВБ | російська    |                                                    |

Актор — повнометражне художнє кіно
| Рік  | Тип | Назва                            | Оригінальна назва  | Роль                   | Країна               | Мова стрічки | Примітки              |
| ---- | --- | -------------------------------- | ------------------ | ---------------------- | -------------------- | ------------ | --------------------- |
| 2015 | п/ф | Полон                            | Captum             | американський музикант | Україна              | російська    |                       |
| 2016 | п/ф | SelfieParty                      | Н/Д                | детектив               | Україна              | українська   |                       |
| 2016 | п/ф | Паттая                           | Pattaya            | батько                 | Франція              | французька   | не значиться в титрах |
| 2019 | п/ф | Герої та боягузи                 | Heroes and Cowards | О'Донелл               | Німеччина            | англійська   |                       |
| 2019 | п/ф | Іловайськ 2014. Батальйон Донбас | Н/Д                | Франко                 | Україна              | українська   |                       |
| 2019 | п/ф | Готель Едельвейс                 | Н/Д                |                        | Україна              | українська   |                       |
| 2020 | п/ф | Мої думки тихі                   | Н/Д                | Петро                  | Україна              | українська   |                       |
| 2021 | п/ф | Поцілунок на мільйон             | Н/Д                | Себастьян              | Україна              | українська   |                       |
| TBA  | п/ф | Егрегор                          | Egregor            | Віктор Грабовський     | Україна, Ізраїль, ВБ | англійська   |                       |
| TBA  | п/ф | Краща партія                     | Н/Д                | Дік, аферист           | Україна              | українська   |                       |

Режисер
- 2005: Файли канадських справ / Canadian Case Files (телесеріал, 3 епізоди)